# Élection présidentielle américaine de 1956
L'élection présidentielle américaine de 1956 est la quarante-troisième élection présidentielle depuis l'adoption de la Constitution américaine en 1787. Elle se déroule le mardi 6 novembre 1956. Elle a vu la réélection du président républicain sortant Dwight D. Eisenhower face à son adversaire de 1952, le démocrate Adlai Stevenson, ancien gouverneur de l'Illinois.

## Conditions d'éligibilité
Ne peuvent se présenter, selon l'article II section première de la Constitution, que les citoyens américains:
- Américains de naissance ;
- âgés d'au moins 35 ans ;
- ayant résidé aux États-Unis depuis au moins 14 ans.

Depuis l'adoption du XXIIe amendement en 1947 par le Congrès et sa ratification en 1951, les anciens présidents qui ont déjà été élus deux fois ne sont plus éligibles.
L'ancien président Herbert Hoover, qui n'a effectué qu'un seul mandat complet, était donc éligible pour se présenter. Harry S. Truman aurait pu se présenter en 1952 car l'amendement avait été adopté peu de temps auparavant. Cependant, il ne pouvait pas se présenter cette fois-ci. Finalement l'élection oppose Einsenhower à Adlai Stevenson.

## Résultats
| Inscrits                 | Inscrits                 | Inscrits                 | 104 515 000 |             |  |  |
| Abstentions              | Abstentions              | Abstentions              | 42 487 960  | 40,65 %     |  |  |
| Votants                  | Votants                  | Votants                  | 62 027 040  | 59,35 %     |  |  |
|                          |                          |                          |             |             |  |  |
| Bulletins enregistrés    | Bulletins enregistrés    | Bulletins enregistrés    | 62 027 040  |             |  |  |
| Bulletins blancs ou nuls | Bulletins blancs ou nuls | Bulletins blancs ou nuls | 0           | 0 %         |  |  |
| Suffrages exprimés       | Suffrages exprimés       | Suffrages exprimés       | 62 027 040  | 100 %       |  |  |
|                          |                          |                          |             |             |  |  |
|                          | Candidat                 | Parti                    | Suffrages   | Pourcentage |  |  |
|                          | Dwight D. Eisenhower     | Parti républicain        | 35 579 180  | 57,36 %     |  |  |
|                          | Adlai Stevenson          | Parti démocrate          | 26 028 028  | 41,96 %     |  |  |
|                          | Autres candidats         | -                        | 419 832     | 0,68 %      |  |  |

| Inscrits                 | Inscrits                  | Inscrits                 | 531       |             |  |  |
| Abstentions              | Abstentions               | Abstentions              | 0         | 0 %         |  |  |
| Votants                  | Votants                   | Votants                  | 531       | 100 %       |  |  |
|                          |                           |                          |           |             |  |  |
| Bulletins enregistrés    | Bulletins enregistrés     | Bulletins enregistrés    | 531       |             |  |  |
| Bulletins blancs ou nuls | Bulletins blancs ou nuls  | Bulletins blancs ou nuls | 0         | 0 %         |  |  |
| Suffrages exprimés       | Suffrages exprimés        | Suffrages exprimés       | 531       | 100 %       |  |  |
|                          |                           |                          |           |             |  |  |
|                          | Candidat                  | Parti                    | Suffrages | Pourcentage |  |  |
|                          | Dwight D. Eisenhower      | Parti républicain        | 457       | 86,06 %     |  |  |
|                          | Adlai Stevenson           | Parti démocrate          | 73        | 13,75 %     |  |  |
|                          | Walter Burgwyn Jones (en) | Dixiecrat                | 1         | 0,19 %      |  |  |

En Alabama, le grand électeur démocrate W. F. Turner (en), qui devait voter pour Stevenson et Kefauver, choisit de voter pour le juge Walter Burgwyn Jones (en) et le sénateur Herman Talmadge, tous deux ségrégationnistes, et répondit aux autres grands électeurs démocrates de l'Alabama que, :
« I have fulfilled my obligations to the people of Alabama. I'm talking about the white people. »
« J'ai rempli mes obligations envers le peuple de l'Alabama. Je parle du peuple blanc. »